# Wanzhou
Wanzhou, tidigare känt som Wanhsien, är ett yttre stadsdistrikt i Chongqings storstadsområde i sydvästra Kina. Ett äldre namn på distriktet var Wanxian, Wan härad. 

## Administrativ indelning
Distriktet är indelat i 14 stadsdelsdistrikt, 27 köpingar, nio socknar och två etniska minoritetssocknar för tujiafolket.
Stadsdelsdistrikt (jiedao):

- Bai'anba (百安坝街道)
- Chenjiaba (陈家坝街道)
- Gaofeng (高峰街道)
- Gaosuntang (高笋塘街道)
- Jiuchi (九池街道)
- Longdu (龙都街道)
- Pailou (牌楼街道)
- Shahe (沙河街道)
- Shuanghekou (双河口街道)
- Taibai (太白街道)
- Tiancheng (天城街道)
- Wuqiao (五桥街道)
- Zhonggulou (钟鼓楼街道)
- Zhoujiaba (周家坝街道)

Köpingar (zhen):

- Baitu (白土镇)
- Baiyang (白羊镇)
- Changling (长岭镇)
- Changtan (长滩镇)
- Danzi (弹子镇)
- Dazhou (大周镇)
- Fenshui (分水镇)
- Ganning (甘宁镇)
- Gaoliang (高梁镇)
- Guocun (郭村镇)
- Houshan (后山镇)
- Lihe (李河镇)
- Longju (龙驹镇)
- Longsha (龙沙镇)
- Luotian (罗田镇)
- Rangdu (瀼渡镇)
- Sunjia (孙家镇)
- Tai'an (太安镇)
- Tailong (太龙镇)
- Wuling (武陵镇)
- Xiangshui (响水镇)
- Xiaozhou (小周镇)
- Xintian (新田镇)
- Xinxiang (新乡镇)
- Xiongjia (熊家镇)
- Yujia (余家镇)
- Zouma (走马镇)

Socknar (xiang):

- Changping (长坪乡)
- Cizhu (茨竹乡)
- Huangbo (黄柏乡)
- Lishu (梨树乡)
- Puzi (普子乡)
- Tiefeng (铁峰乡)
- Xikou (溪口乡)
- Yanshan (燕山乡)
- Zhushan (柱山乡)

Etniska minoritetssocknar (zu xiang) för tujiafolket

- Dibao (地宝土家族乡)
- Henghe (恒合土家族乡)